# Electric Sea (album)
Electric Sea är det trettiofemte studioalbumet av gitarristen Buckethead. Det är också uppföljare till hans album Electric Tears från 2002.
Albumet tillkännagavs den 20 december 2011 via City Hall Records, och innehåller 11 spår. Albumet planerades att släppas 21 februari 2012 men fansen började få kopior mer än en månad tidigare.
Spåret 'Beyond the Knowing' är ett återskapande av en av Bucketheads tidigare låtar.

## Låtlista
Alla låtar är skrivna och komponerade av Buckethead, förutom där det står en annan persons namn. 
| Nr           | Titel                              | Längd |
| ------------ | ---------------------------------- | ----- |
| 1.           | Electric Sea                       | 6:26  |
| 2.           | Beyond the Knowing                 | 3:54  |
| 3.           | Swomee Swan                        | 4:43  |
| 4.           | Point Doom                         | 5:15  |
| 5.           | El Indio                           | 7:20  |
| 6.           | La Wally (Alfredo Catalani)        | 3:46  |
| 7.           | La Gavotte (Johann Sebastian Bach) | 2:53  |
| 8.           | Bachethead (Johann Sebastian Bach) | 2:05  |
| 9.           | Yokohama                           | 2:52  |
| 10.          | Gateless Gate                      | 1:58  |
| 11.          | The Homing Beacon                  | 6:53  |
| Total längd: | Total längd:                       | 48:05 |

## Lista över medverkande
- Producerad av Buckethead och Janet Rienstra-Friesea
- Skriven, komponerad och arrangerad av Buckethead
- Produktionsassistans av Dom Camardella
- Konstruerad, redigerad och mixad av Dom Camardella vid Santa Barbara Sound Design.
- Behärskad av Robert Hadley vid Mastering Lab.
- Konst och design av Russel Mills
- Designhjälp: Michael Webster (storm)
- omslagsfoto: En brytande havsvåg, Baja California Sur, Mexiko, av Mark A. Johnson.

- Buckethead tackar: sina föräldrar, Michael Jackson, Theo, Uma, Janet, och Lakshmi kycklingar.